# Marion Sprawe
Marion Sprawe (* 23. August 1956 in Magdeburg) ist eine deutsche Sängerin, Komponistin und Texterin.

## Leben
Als Kind erhielt Marion Sprawe Klavier- und Gesangsunterricht. Mit 14 kaufte sie sich ihr erstes Klavier. Nach der 10. Klasse absolvierte sie eine Ausbildung als Dreherin mit Abitur und sang im Studiochor des Magdeburger Arbeitervarietés. In der Zeit von 1977 bis 1980 trat sie als Chansonsängerin auf; nebenbei besuchte sie die Musikschule.
Zwischen 1980 und 1985 war sie Sängerin in der von ihr mitgegründeten Band Juckreiz. Bekannt ist der Song FKK von 1983. Die Texte der Band schrieb sie zusammen mit Friedhelm Ruschak. Beim Schlagerfestival „Goldener Rathausmann“ in Dresden gewann sie 1983, als Solistin, den Publikumspreis. Mit Carsten Mohren (danach bei Wir und Rockhaus) veröffentlichte sie 1984 als Duo Casi Mosi den Titel Schniegli Normali. Dieser Titel blieb der Einzige dieser Formation.
Burkhard Lasch holte sie im Oktober 1985, gemeinsam mit Michael Barakowski von Perl, zu der neu formierten Band Smokings Rockshow. Nach der Ausreise von Lasch in die Bundesrepublik Deutschland verließ sie 1986 die Band, die sich fortan Michael Barakowski und Freunde nannte. Mit Alexander Ali Kirfe, der ebenfalls bei Smokings Rockshow war, bildete sie bis zur Wende das Duo Helle Farben, zur Wende lösten sie sich auf. Zwischen 1993 und 1999 spielten beide zusammen in der Gala-Band Ageless.
Sprawe lebt mit ihrem Lebenspartner Alexander Kirfe in Berlin-Friedrichshain. Zusammen mit Kirfe, der heute Keyboarder bei der Frank-Schöbel-Band ist, komponiert sie neue Titel und vertextet sie.

## Diskografie
Single
- 1985: Erste Liebe (A-Seite, B-Seite von Jessica, Amiga)

Stücke auf Kompilationen
- 1984: Schniegli Normali als Casi Mosi (Amiga)

Filme mit Musik von Marion Sprawe
- 1985: Erste Liebe (Dokumentation, Regie Konrad Weiß)